# هرات (ولسوالی)
هرات یکی از ولسوالی‌های ولایت هرات است. جمعیت آن در سال ۲۰۱۹ بالغ بر ۵۵۶٬۲۰۵ نفر بود.